# Дикарбонил(циклопентадиенил)родий
Дикарбонил(циклопентадиенил)родий — карбонильный комплекс металлоорганического
сэндвичевого комплексного соединения
родия и циклопентадиена
состава Rh(C5H5)(CO)2,
жёлтое масло.

## Получение
- Реакция бис(хлородикарбонилродия) и циклопентадиенилталлия в петролейном эфире и инертной атмосфере:

{\displaystyle {\mathsf {[RhCl(CO)_{2}]_{2}+TlC_{5}H_{5}\ {\xrightarrow {}}\ Rh(C_{5}H_{5})(CO)_{2}+TlCl}}}

## Физические свойства
Дикарбонил(циклопентадиенил)родий образует жёлтое, подвижное, неприятно пахнущее масло,
чувствительно к свету и кислороду воздуха.
Хорошо растворяется в органических растворителях.